# Hugues Protat
Hugues Protat est un magicien français né à Déville-lès-Rouen (Seine-Maritime).
Il a été élève de l'école Sainte-Marie et de l'école Jean-Baptiste-de-La-Salle de Rouen. Il a été formé au conservatoire de Rouen,.
Il gagne le prix du plus jeune magicien de France à 16 ans (1986) et le grand prix français de l'illusion à 22. Il obtient ensuite, le double prix en 1988 « La Baguette d'Argent » et « Prix Spécial d'Originalité » au Monte-Carlo Magic Stars, décerné par Stéphanie de Monaco. Il est le créateur et le co-directeur artistique du Festival international de magie de Forges-les-Eaux créé en 1988.